# (7019) Tagayuichan
(7019) Tagayuichan – planetoida z pasa głównego asteroid okrążająca Słońce w ciągu 3 lat i 230 dni w średniej odległości 2,36 j.a. Została odkryta 8 marca 1992 roku w Dynic Astronomical Observatory przez Atsushiego Sugie. Nazwa planetoidy pochodzi od Tagayuichan, dziewczynki, oficjalnej maskotki miejscowości Taga w prefekturze Shiga. Przed jej nadaniem planetoida nosiła oznaczenie tymczasowe (7019) 1992 EM1.